# Rolando Serrano
José Rolando Serrano Lázaro (ur. 13 listopada 1938 w Pamplonie, zm. 13 czerwca 2022 w Cúcuta) – kolumbijski piłkarz grający podczas kariery na pozycji pomocnika.

## Kariera klubowa
Karierę piłkarską Rolando Serrano rozpoczął w klubie Cúcuta Deportivo w 1957. W 1961 przeszedł do klubu América Cali, by po 3 latach powrócić do Cúcuty w 1964. W kolejnych latach występował w Uniónie Magdalena, Millonarios i Atlético Junior, w którym zakończył karierę w 1969.
Ogółem w latach 1957-1969 rozegrał w lidze kolumbijskiej 379 spotkania, w których zdobył 24 bramki.

## Kariera reprezentacyjna
W reprezentacji Kolumbii Serrano zadebiutował 30 kwietnia 1961 w wygranym 1-0 spotkaniu eliminacji mistrzostw świata 1962 z Peru. Ostatni raz w reprezentacji wystąpił 25 kwietnia 1962 w przegranym 0-1 towarzyskim spotkaniu z Meksykiem.
W samym roku został powołany przez selekcjonera Adolfo Pedernerę do kadry na mistrzostwa świata w Chile. Na turnieju finałowym wystąpił w dwóch meczach z ZSRR i Jugosławią. W 1963 uczestniczył w Copa América. Na turnieju w Boliwii wystąpił w trzech meczach z Brazylią, Boliwią i Peru, który był jego ostatnim meczem w reprezentacji. Od 1961 do 1963 rozegrał w reprezentacji 9 meczów.

## Inne
Jego wnuczką jest tenisistka María Camila Osorio Serrano, mistrzyni juniorskiego US Open.